# ブリニャーノ＝フラスカータ
ブリニャーノ＝フラスカータ（伊: Brignano-Frascata）は、イタリア共和国ピエモンテ州アレッサンドリア県にある、人口約400人の基礎自治体（コムーネ）。

## 地理

### 位置・広がり
| 隣接するコムーネは以下の通り。括弧内のPVはパヴィーア県所属を示す。 - カザスコ - チェーチマ (PV) - デルニーチェ - ガルバーニャ - グレミアスコ - モンペローネ - サン・セバスティアーノ・クローネ |

### 地震分類
イタリアの地震リスク階級 (it) では、3 に分類される
。

## 行政

### 分離集落
ブリニャーノ＝フラスカータには、以下の分離集落（フラツィオーネ）がある。
- Casa Tolone, Cosola, Frascata, Martinasco, Mola, San Giorgio, Selva Inferiore, Selva Superiore, Serra del Monte

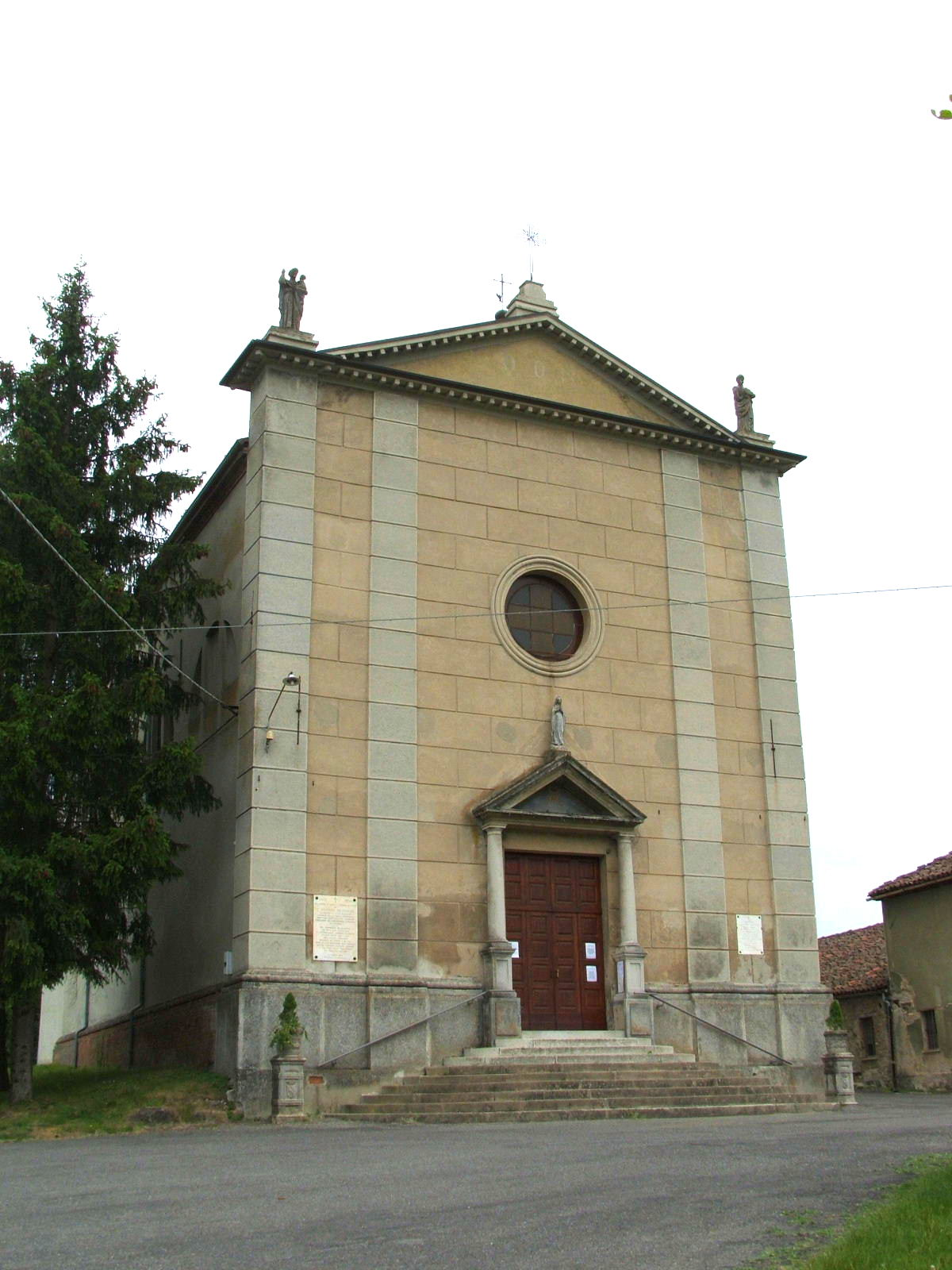
小教区教会
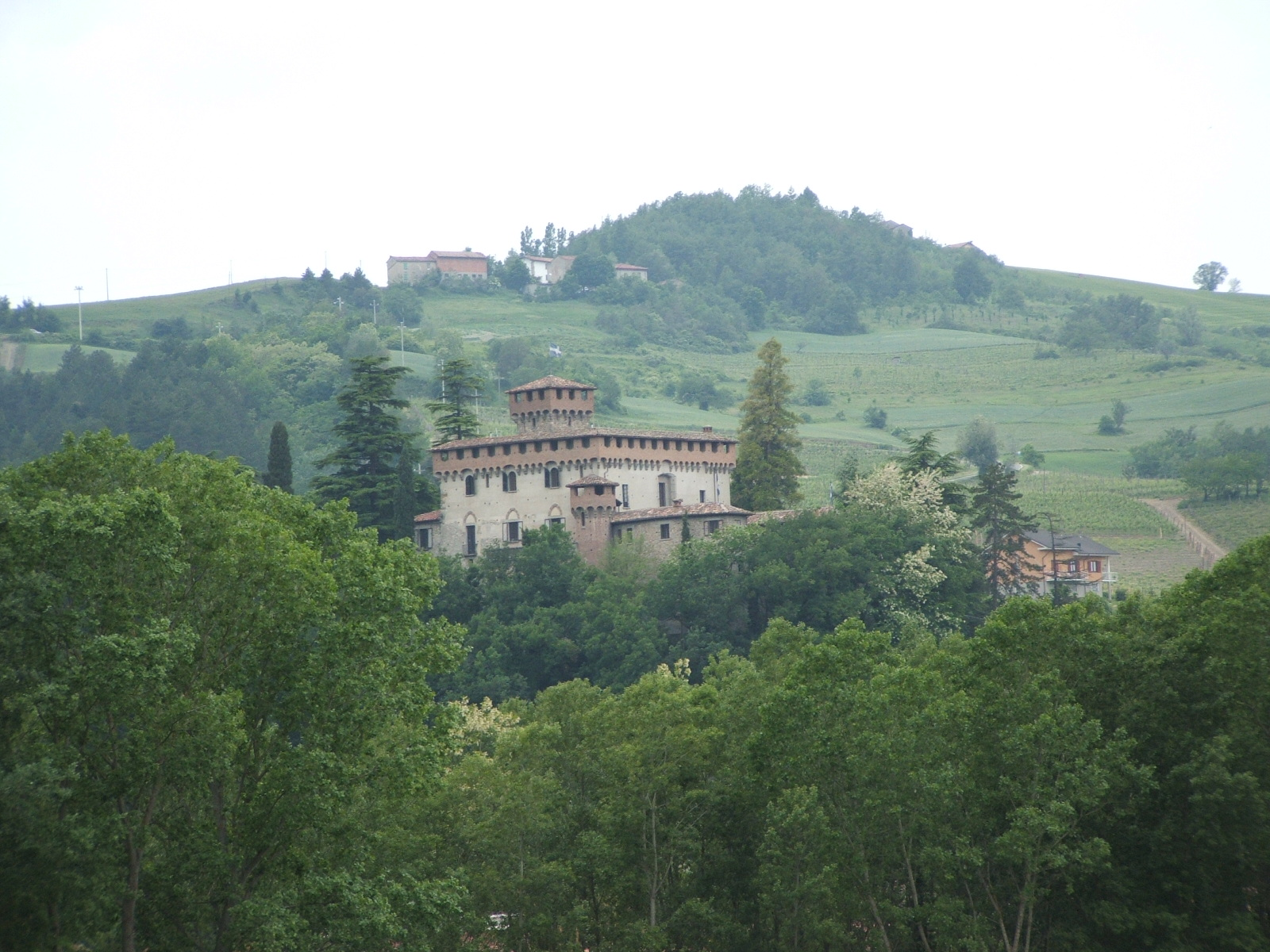
Il castello Bruzzo
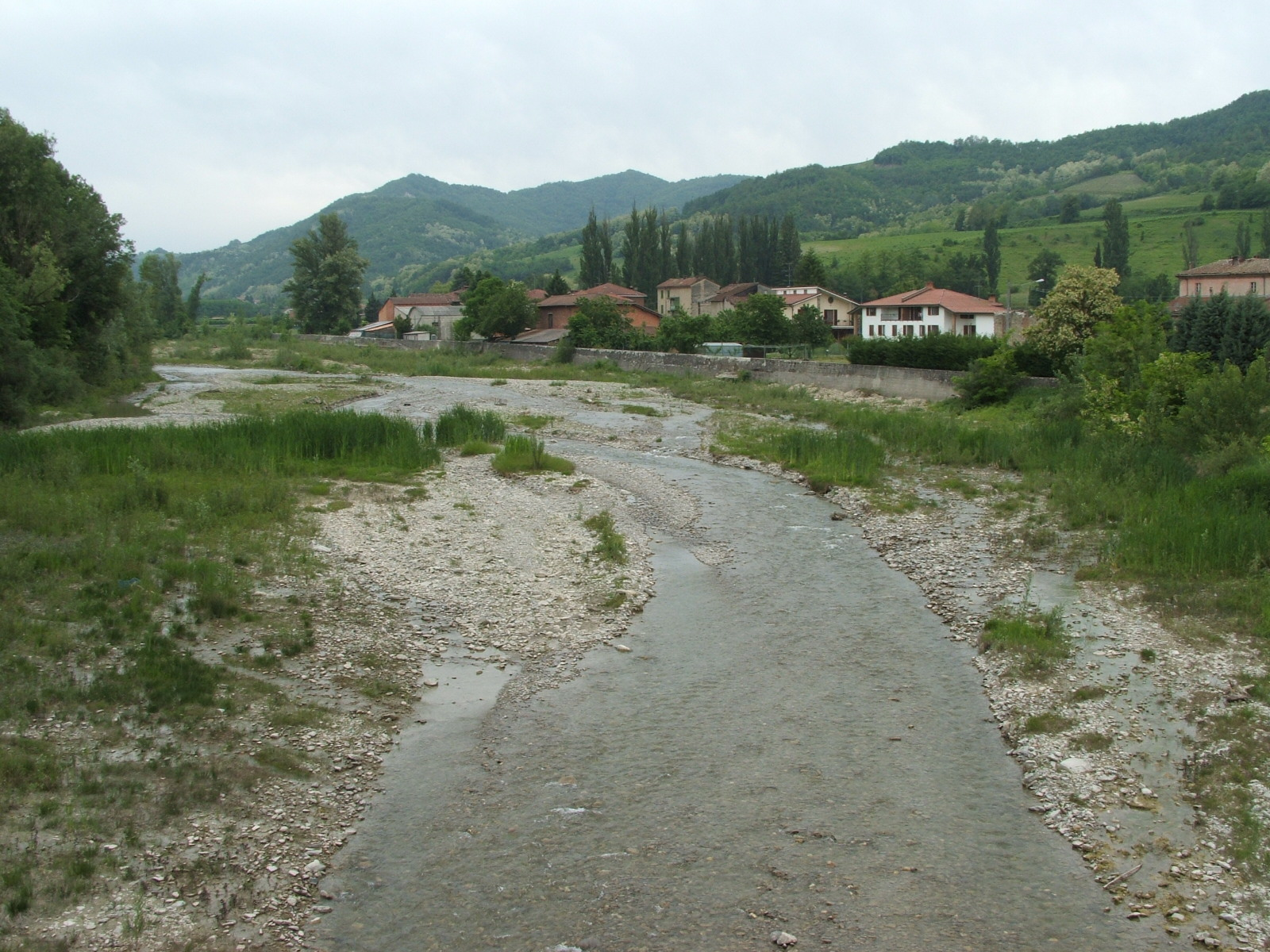
クローネ川（イタリア語版）